# Triple (baseball)

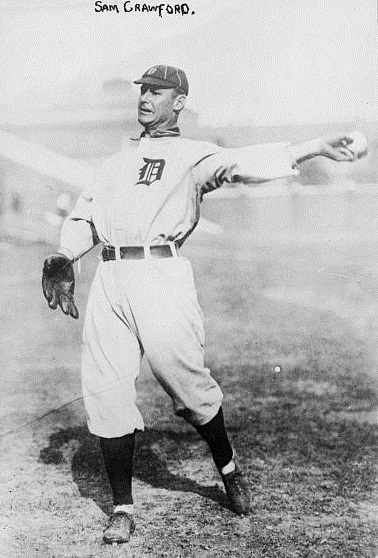
Sam Crawford – lider w klasyfikacji wszech czasów pod względem liczby triple'ów.

Triple – uderzenie w baseballu, po którym pałkarz dotarł bezpiecznie na trzecią bazę. Triple niezaliczany jest w przypadku rozegrania fielder's choice lub popełnienia błędu przez drużynę broniącą.

## Liderzy w klasyfikacji wszech czasów MLB pod względem liczby triple'ów
| Zawodnik      | Lata gry  | Liczba triple'ów |
| ------------- | --------- | ---------------- |
| Sam Crawford  | 1899–1917 | 309              |
| Ty Cobb       | 1905–1928 | 295              |
| Honus Wagner  | 1897–1917 | 252              |
| Jake Beckley  | 1888–1907 | 244              |
| Roger Connor  | 1880–1897 | 233              |
| Tris Speaker  | 1907-1928 | 222              |
| Fred Clarke   | 1894–1915 | 220              |
| Dan Brouthers | 1879–1904 | 205              |
| Joe Kelley    | 1891–1908 | 194              |
| Paul Waner    | 1926–1945 | 191              |